# Ayuko Katō
Ayuko Katō (加藤 鮎子?, Katō Ayuko; Tsuruoka, 19 aprile 1979) è una politica giapponese, membro del Partito Liberal Democratico.

## Biografia
Nata a Tsuruoka, nella prefettura di Yamagata, il 19 aprile del 1979, è figlia di Kōichi Katō, anch'egli politico. È la più giovane di tre sorelle e di un fratello. Nel 2006 si è sposata con Kensuke Miyazaki, anch'egli politico del medesimo partito; i due si sono separati tre anni dopo. Nel 2012, dopo la sconfitta del padre alle elezioni, viene nominata da quest'ultimo come sua succeditrice, assumendo così il comando nella terza circoscrizione della prefettura di Yamagata. Durante le elezioni del 2014, si candida per il Partito Liberal Democratico nella terza circoscrizione della sua prefettura, dove vince.
Nel 2017 si ricandida alle elezioni, venendo rieletta, così come in quelle del 2021. Inoltre dal 2019 al 2021 diviene presidente della federazione della prefettura di Yamagata, sezione locale del partito al potere, il Partito Liberal Democratico. Diventa così la prima donna a ricevere questa nomina. Nel settembre 2023 il primo ministro Fumio Kishida effettua un rimpasto del governo, includendo anche Ayuko Katō tra i ministri. Diventa quindi ministra per le politiche dei bambini, per l'emancipazione femminile, per la coesione sociale, per il calo delle nascite e per l'uguaglianza di genere.